# Heribert Ohlmann
Heribert Ohlmann (* 16. März 1953) ist ein deutscher Fußballfunktionär. Er ist seit September 2020 Präsident des Saarländischen Fußballverbandes.

## Leben
Ohlmann stammt aus Alsweiler (heute zu Marpingen) und legte 1973 am Gymnasium Wendalinum in St. Wendel das Abitur ab. Nach dem Wehrdienst bei der Fernmeldetruppe der Bundeswehr in Koblenz absolvierte Ohlmann ein Lehramtsstudium der Fächer Deutsch und katholische Religion. Er unterrichtete seit 1981 am Max-Planck-Gymnasium Saarlouis und anschließend 19 Jahre lang am Illtal-Gymnasium Illingen. Von 2003 bis zu seiner Pensionierung im Jahr 2018 war Ohlmann Schulleiter des Gymnasiums Wendalinum.
Im Jahr 1971 begann Ohlmann als Fußballschiedsrichter für den SC Eintracht Alsweiler. Er leitete zeitweise Spiele der Oberliga und wurde zwei Jahre lang als Linienrichter in der 2. Bundesliga eingesetzt. Ab 1981 fungierte Ohlmann daneben als Landeslehrwart, zwischen 1993 und 2017 als Verbandsschiedsrichterobmann im Saarländischen Fußballverband (SFV) und vertrat anschließend im DFB-Schiedsrichterausschuss den Regionalverband Südwest. Am 19. September 2020 wurde Ohlmann auf dem Verbandstag des Saarländischen Fußballverbandes zum neuen Verbandspräsidenten gewählt, nachdem Franz Josef Schumann Ende März 2019 sein Amt niedergelegt hatte und der Verband interimistisch von den Vizepräsidenten Bernhard Bauer und Adrian Zöhler geführt worden war.
Ohlmann ist verheiratet und hat zwei Kinder.
Ohlmann ist Kuratoriumsmitglied der Egidius-Braun-Stiftung.